# شهرستان گرنت (اکلاهما)
شهرستان گرنت، اکلاهما (به انگلیسی: Grant County, Oklahoma) شهرستانی در ایالات متحده آمریکا است که در اکلاهما واقع شده‌است.

## خصوصیات
شهرستان گرنت ۲٬۵۹۹ کیلومترمربع مساحت دارد.